# Skara
För andra betydelser, se Skara (olika betydelser).
Skara är en tätort i Västergötland samt centralort i Skara kommun och biskopssäte för Skara stift.

## Historia

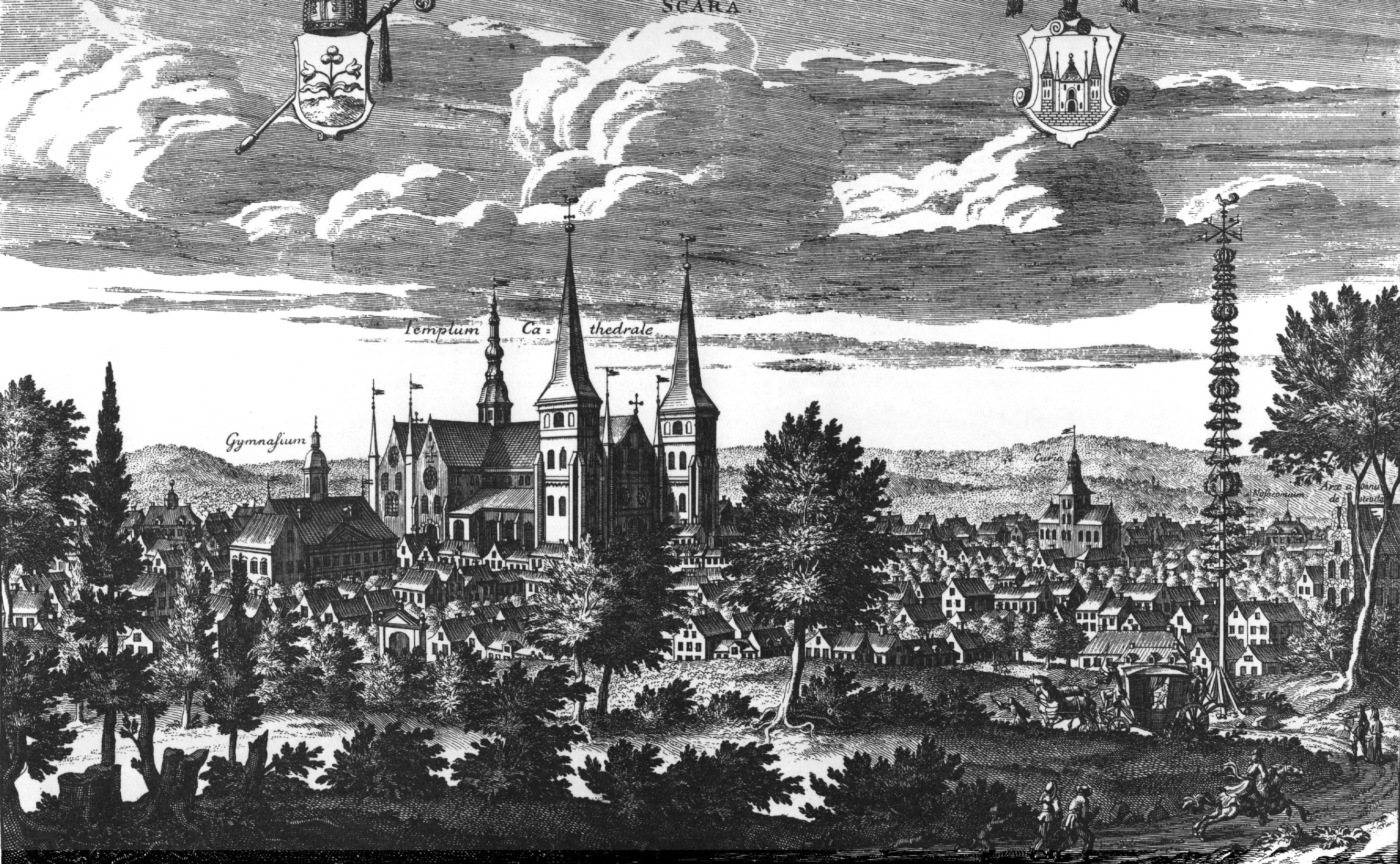
Skara omkring år 1700, ur Suecia antiqua et hodierna

Skara är en av Sveriges äldsta städer och var viktig genom det vägmöte centralt i landskapet som staden kom att ligga vid. Staden låg också vid en gammal tingsplats (Götala) och fick dessutom ännu större betydelse som biskopssäte i Skara stift. Skara stift var först ett vidsträckt missionsstift med Skara som centrum, men senare efter kristnandet blev Skara istället en viktig kyrklig medelpunkt med bland annat två kloster. Det var franciskanernas Sankta Katarina och dominikanernas Sankt Olof. Flera viktiga möten hölls i Skara, exempelvis det stora svenska rådsmötet i juli 1326 och det svensk-dansk-norska rådsmötet i januari 1458. Svenska kungar vistades i staden tidvis, och söder om staden låg ett befäst slott, Gälakvist. Skara har flera gånger härjats av brand och härjningar under krigen mellan Sverige och Danmark. Den sista branden av större omfattning var år 1719.

### Ortnamnet
Namnet Skara, civitas Scarane (bestämd form plural) på 1070-talet, är som namnet uttalas idag egentligen en pluralform i genitiv (många ortnamn är pluralformer) och är besläktat med orden "skära" och "skåra". Det syftar på en eller flera nedskärningar i terrängen mitt i Skara eller i dess närhet. Hur stort område namnet ursprungligen syftade på är ovisst. Det kan syfta på de små åarna Dofsan och Afsen genom staden. Dofsan strax norr om stadens centrum (norr om domkyrkan och Stifts- och landsbiblioteket) ligger mycket riktigt i en liten sänka. Men det kan också syfta på andra nedskärningar, såsom ravinerna vid Dofsan och Tvetabäcken norr om staden. En av dem ligger inte så långt från ett bostadsområde i nordvästra delen av staden.

### Domkyrkan

Skara stads vapen, möjligen en version av den romanska domkyrkan på 1200-talet.

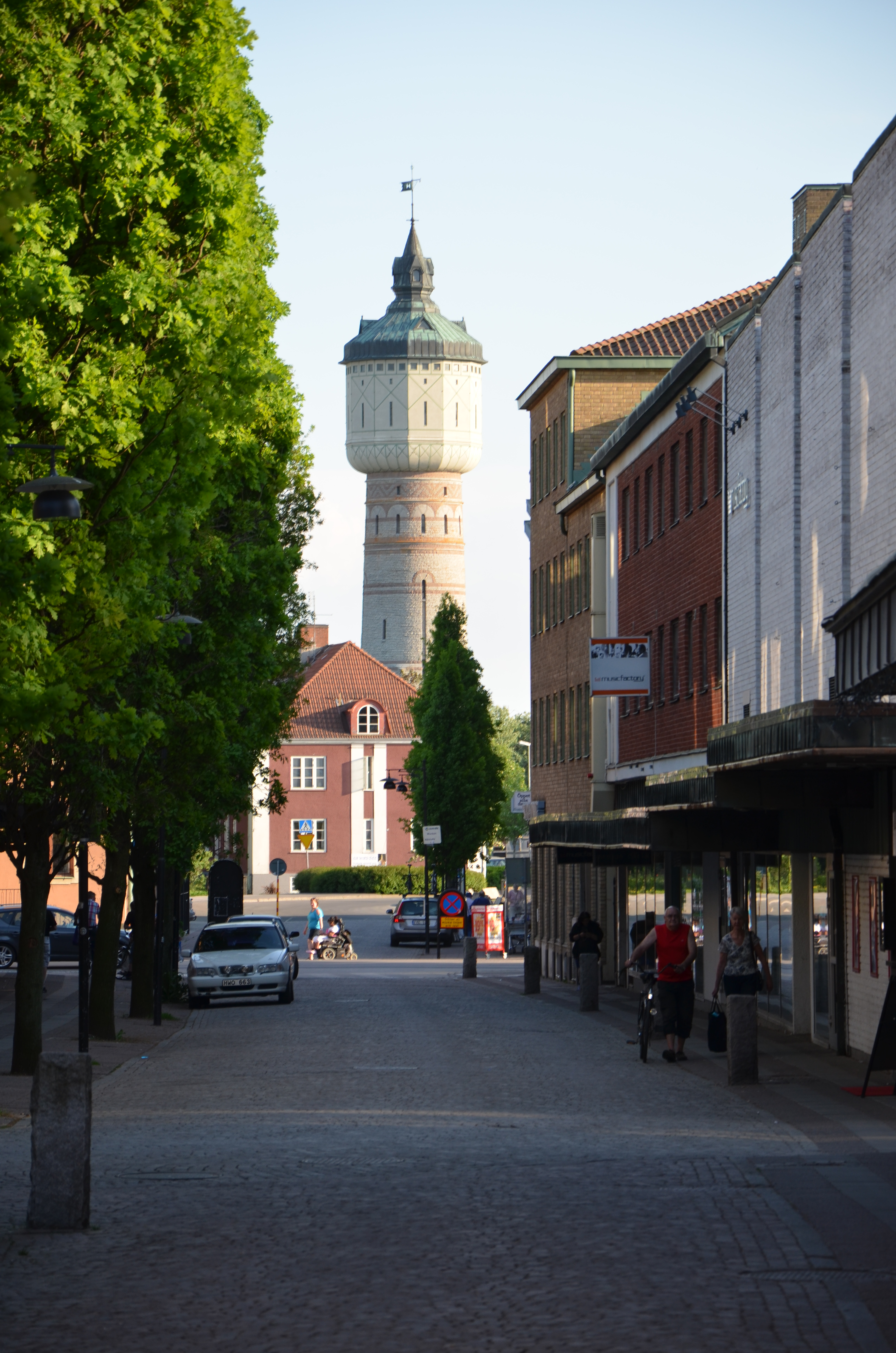
Vattentornet i Skara.

Skara domkyrka anlades troligen runt år 1000 och är en gotisk basilika. Det nuvarande utseendet fick kyrkan i huvudsak under 1886–1894. Kyrkan restaurerades då under Helgo Zettervalls ledning och ombyggnaden inspirerades av den gotik som kyrkan byggdes om till under 1200-talet och början av 1300-talet. Till exempel hittades ett medeltida triforiegalleri som Zettervall kopierade i kyrkans övriga triforier. Dock finns även nygotiska drag i byggnaden.
Före Helgo Zettervalls restaurering hade det medeltida lägre basilikakoret till största delen rivits på 1840-talet. Dessutom hade södra tvärskeppet byggts om i barock på 1700-talet. Ett medeltida kapitelhus i två våningar samt i vinkel mot det på andra sidan gatan en tiondelada, båda i sten, inrymdes i en byggnad anknuten till domkyrkans kor, det nordöstra sidoskeppet. Detta sidoskepp var dessutom också byggt i två våningar och en rest från det är en dörr från korets norra trapptorn, som mynnar rätt ut i det fria tre fyra meter ovanför golvet i dagens norra sidoskepp. Den tillbyggda medeltida byggnaden hade en tunnel för den förbipasserande gatan norr om domkyrkan och revs år 1742 samtidigt som ett nytt kapitelhus uppfördes söder om Skoltorget (den nuvarande lokalen för domkapitlet).
Ett intressant romanskt inslag, förutom vissa stenreliefer et cetera, är kolonettfönstren från den tidiga romanska kyrkan, som fortfarande finns bevarade i tornens lägre våningar. Domkyrkan har flera gånger härjats i krigen mellan Sverige och Danmark. Medeltida inventarier finns i allmänhet bevarade endast i sten, men en hel del medeltida mässhakar finns bevarade, liksom ett par bevarade nattvardskalkar (se artikeln om biskop Adalvard den äldre). En medeltida bok (Skaramissalet) och några fragment av de medeltida korstolarna finns också bevarade (de två sistnämnda på Västergötlands museum).

### Kloster, kyrkor m.m. under medeltiden
Förutom domkyrkan uppfördes under medeltiden tre andra kyrkor, ett hospital, ett härbärge för gamla präster, ett helgekorskapell samt två kloster.
De tre församlingskyrkorna var:
1. Sankt Nikolai kyrka; grunden av kyrkan synlig som ruin väster om domkyrkan (grävdes fram på 1940-talet när ett hus revs som tidigare stått på tomten).
2. Sankt Lars kyrka; under nuvarande Järnvägsgatan (kyrkans östra del är markerad i gatans stenläggning). Järnvägsgatan är för övrigt den enda gata i centrum som drogs under 1800-talet, tidigare sträckte sig istället Västra Kungshusgatan upp till torget. Innan denna gatudragning fanns en särskild plats framför Sankt Lars kyrka (i äldre stadsplaner från till exempel 1700-talet).
3. Sankt Pers kyrka; under nuvarande Stadshotellets glasveranda i korsningen mellan Skaraborgsgatan och Järnvägsgatan.

Det ena klostret var ett dominikanerkloster, vars klosterkyrka inom klostrets murar var S:t Olofs kyrka. Det grundades 1234. Det andra klostret, för franciskaner, hade S:ta Katarina kyrka som klosterkyrka och detta kloster omnämns första gången 1259. Dominikanerklostret omvandlades senare under Johan III till Skaraborgs slott (se mer om detta nedan). S:ta Katarina klosterkyrkas grundmurar blev grunden för Sveriges första veterinärinrättning grundad 1775. Än idag utgör klosterkyrkans grundmurar grunden för ett av husen i denna inrättning (det sydligaste). Och delar av dessa lämningar kan ses i basutställningen i Veterinärmuseets källare.
Några få testamentshandlingar utfärdade till förmån för dessa kloster finns ännu kvar; av hertigarna Erik och Valdemar erhöll exempelvis klostren vardera 20 mark. En av församlingskyrkorna (S:t Pers) skänktes till staden av biskop Brynolf Algotsson, en form av botgöring inför Gud. 1520 omtalas ett S:t Klemens kloster, men detta kanske bara var ett namn för prästhärbärget. Det förstnämnda ådrog sig Gustav Vasas vrede, då det där bodde en honom förhatlig munk. Kungen befallde att det skulle ödeläggas och munkarna sändas till sina bröder i Sigtuna.

### Reformationen och Skaraborgs slott
Reformationen berövade kyrkorna deras rikedomar och kyrkorna började förfalla och rivas. Av några av dem finns inte en sten ovan jord. Skara förblev även efter reformationen säte för styrelsen i ett stift, vars omfång dock minskades. Under en del av 1500- och 1600-talen var Skara säte för en kunglig ståthållare. Till residens för denne uppförde Johan III ur det forna dominikanerklostret Skaraborgs slott omedelbart söder om staden. Från det slottet fick Skaraborgs län sitt namn. Det förstördes vid danskarnas härjningståg 1612 (se mer om slottet i artikeln om Skaraborgs slott).

### Administrativa tillhörigheter

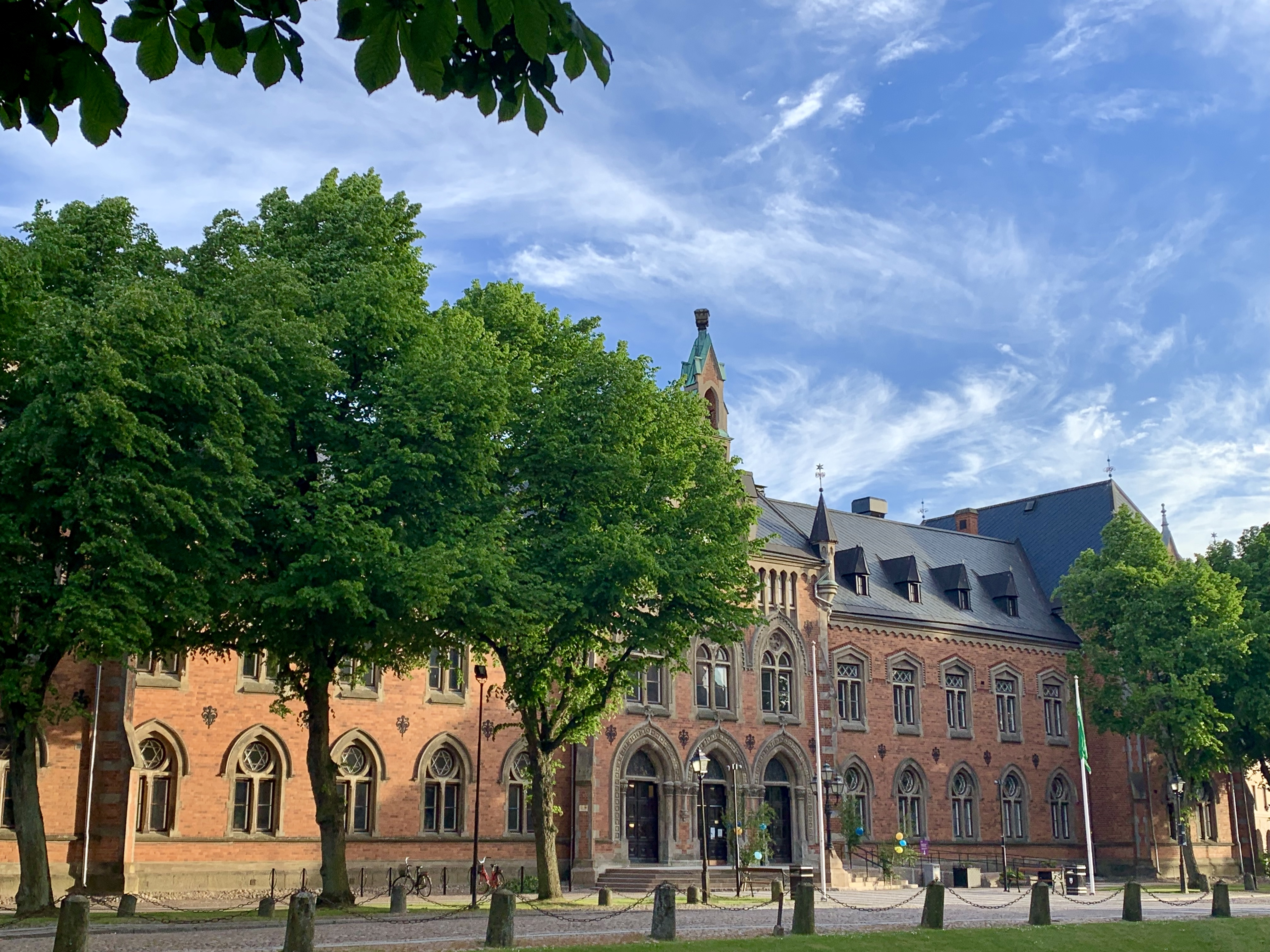
Skara stadshus, byggnaden var tidigare läroverk.

Skara stad ombildades vid kommunreformen 1862 till en stadskommun, och i den omliggande Skara socken, där delar av bebyggelsen med tiden kom att befinna sig, inrättades Skara landskommun. Stadskommunen införlivade 1934 Skara socken/landskommun och uppgick 1971 i Skara kommun med Skara som centralort.
I kyrkligt hänseende hörde orten före 1934 till Skara stadsförsamling och Skara landsförsamling, och därefter till den sammanslagna Skara församling.
Orten ingick till 1944 i domkretsen för Skara rådhusrätt och därefter till 1971 i Skarabygdens domsaga (1944–1947: Skara, Skånings och Valle tingslag; 1948–1971: Skarabygdens domsagas tingslag). Från 1971 till 2009 ingick orten i Lidköpings domsaga och Skara ingår sedan den 1 april 2009 i Skaraborgs domsaga.

### Befolkningsutveckling
| Befolkningsutvecklingen i Skara 1960–2020 | Befolkningsutvecklingen i Skara 1960–2020 | Befolkningsutvecklingen i Skara 1960–2020 | Befolkningsutvecklingen i Skara 1960–2020 | Befolkningsutvecklingen i Skara 1960–2020 |
| ----------------------------------------- | ----------------------------------------- | ----------------------------------------- | ----------------------------------------- | ----------------------------------------- |
|                                           |                                           |                                           |                                           |                                           |
| År                                        |                                           |                                           | Folkmängd                                 | Areal (ha)                                |
| 1960                                      | 1960                                      |                                           | 8 172                                     |                                           |
| 1965                                      | 1965                                      |                                           | 9 041                                     |                                           |
| 1970                                      | 1970                                      |                                           | 10 284                                    |                                           |
| 1975                                      | 1975                                      |                                           | 10 138                                    |                                           |
| 1980                                      | 1980                                      |                                           | 10 401                                    |                                           |
| 1990                                      | 1990                                      |                                           | 10 792                                    | 650                                       |
| 1995                                      | 1995                                      |                                           | 10 938                                    | 749                                       |
| 2000                                      | 2000                                      |                                           | 10 703                                    | 749                                       |
| 2005                                      | 2005                                      |                                           | 10 963                                    | 749                                       |
| 2010                                      | 2010                                      |                                           | 10 841                                    | 768                                       |
| 2015                                      | 2015                                      |                                           | 11 437                                    | 839                                       |
| 2020                                      | 2020                                      |                                           | 11 549                                    | 829                                       |
|                                           |                                           |                                           |                                           |                                           |

## Stadsbild

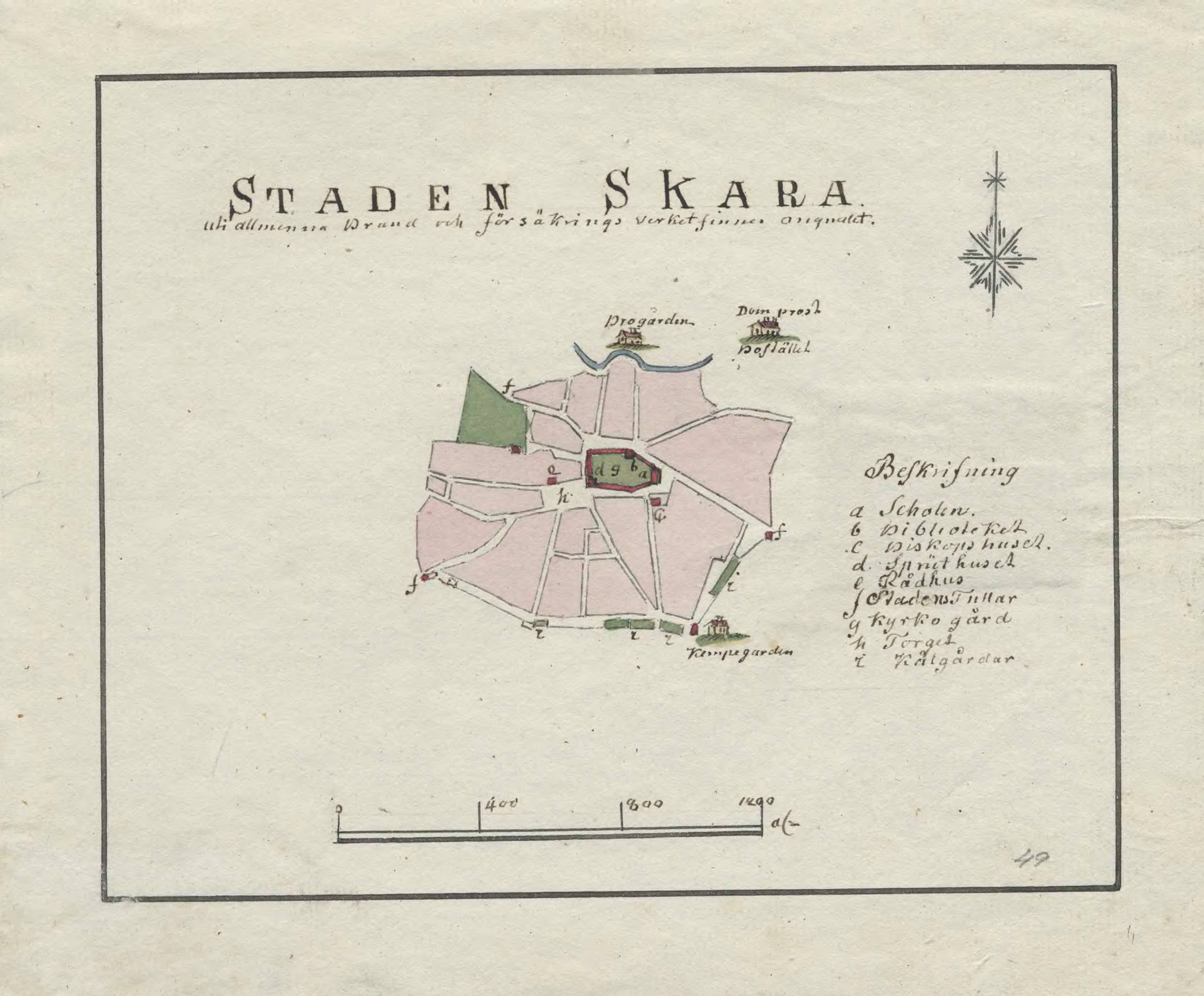
Karta över Skara från 1790-talet

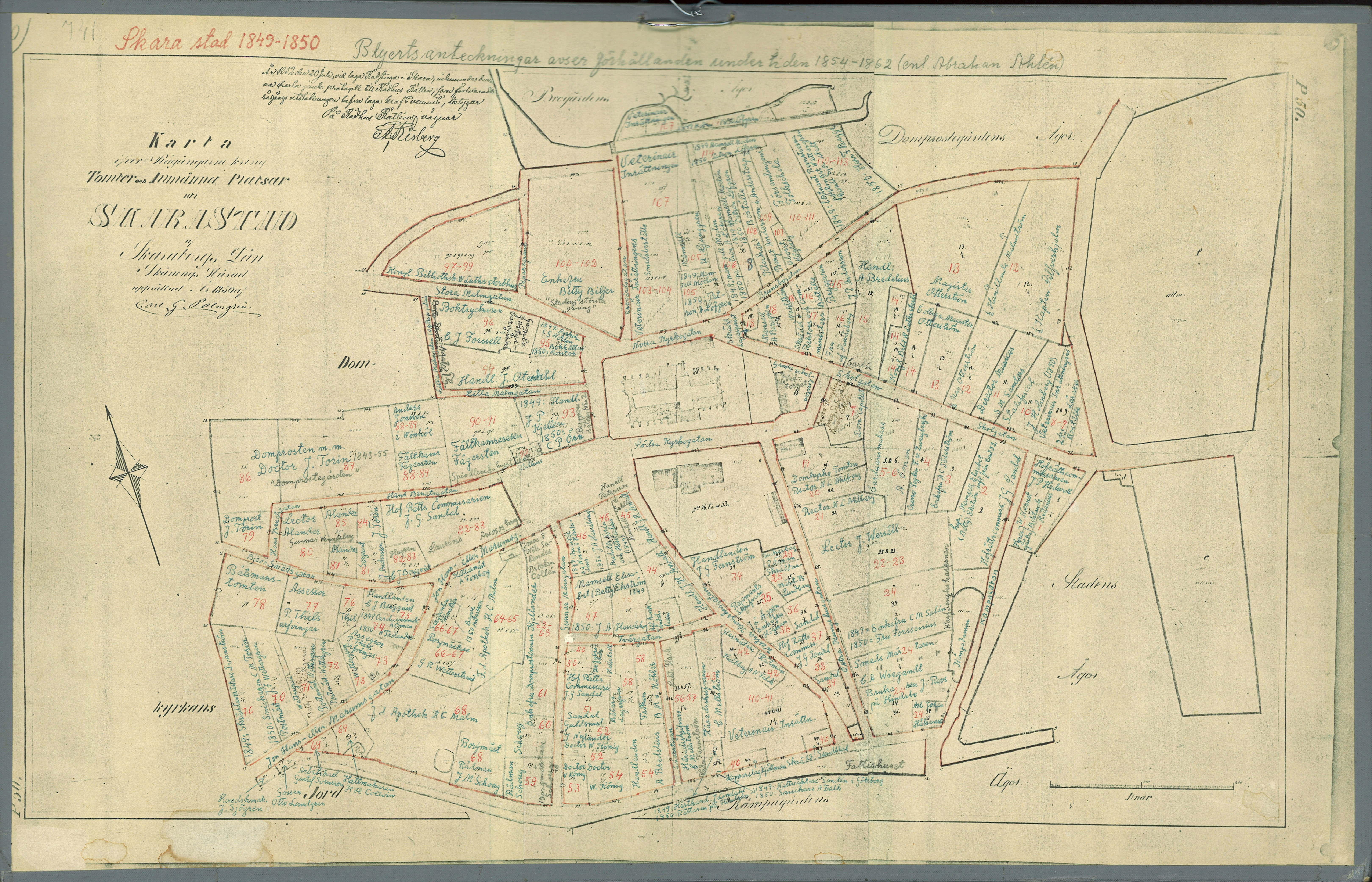
Karta över Skara, runt 1850.

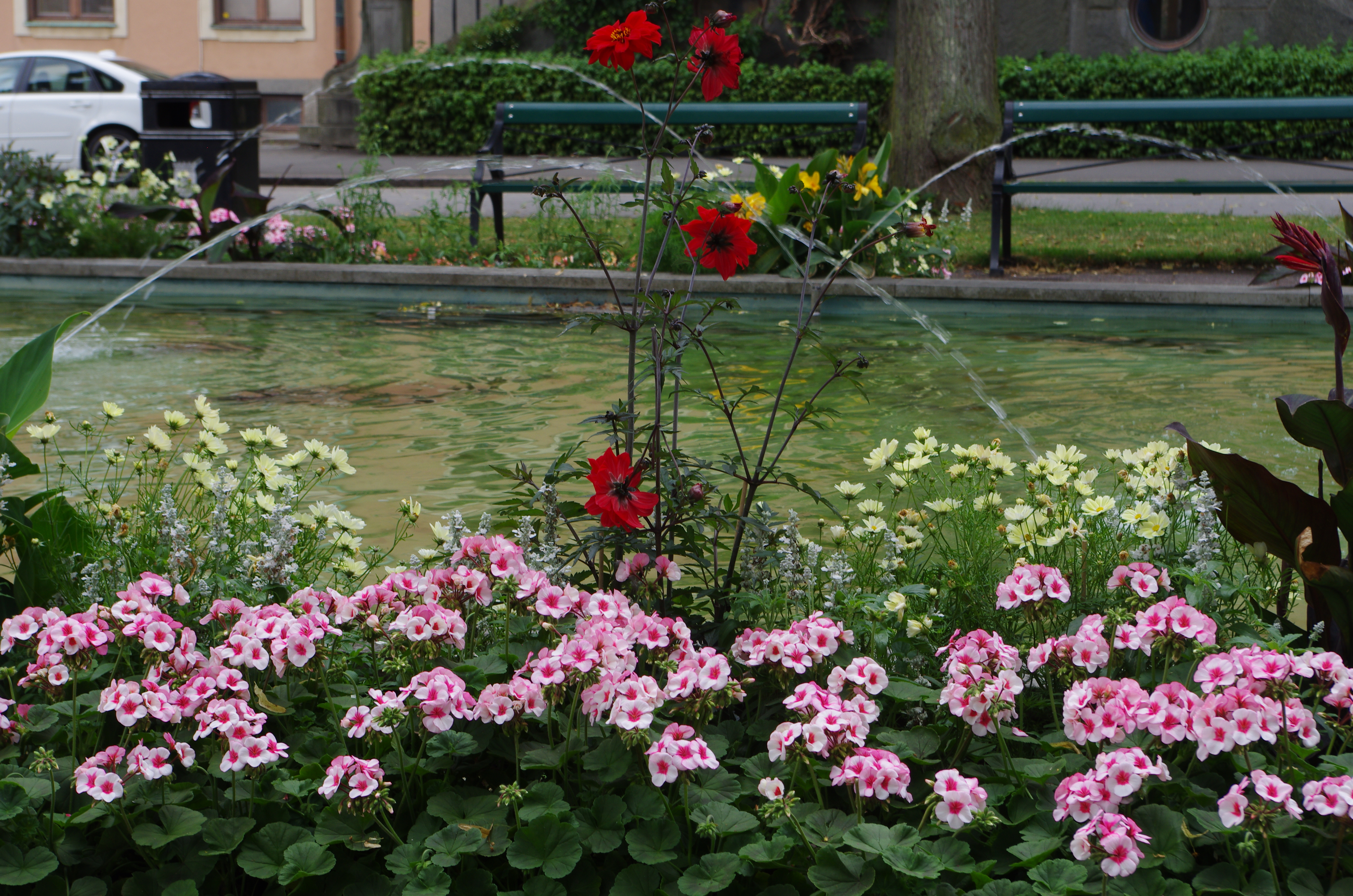
Björndammen vid Järnvägsgatan 2016.

Centrala Skara har kvar sitt medeltida oregelbundna gatunät. Där ligger det gamla torget, domkyrkan och rådhuset. Andra kulturhistoriskt intressanta byggnader är Gamla biblioteket från 1850-talet (nu finns även ett nybyggt bibliotekshus) och det gamla läroverket (se särskilt avsnitt nedan) från slutet av 1800-talet. Numera ligger även turistbyrån i Gamla biblioteket. Där finns också några äldre träbyggnader kvar från 1800-talet, men många av dem har rivits, bland annat många på 1960-talet och därefter. Norr om centrum ligger Västergötlands museum till vilket ett friluftsmuseum hör som ligger ett hundratal meter öster om själva museibyggnaden. Friluftsmuseet har gamla gårdshus, lanthandel, en gammal träkyrka med klockstapel med mera, från olika delar av landskapet.

### Stadsdelar
Skara kommun listar följande stadsdelar för tätorten Skara:

- Brinkagärdet
- Brogården
- Domprostegården
- Gamla staden
- Gällkvist
- Hindsberg
- Hindsbo
- Kämpagården
- Marieberg
- Nyboholm
- Oxbacken
- Sankt Anne äng
- Skaraberg
- Sågarehagen
- Sörskogen
- Tullportagärdet
- Västermalm

## Kommunikationer

### Vägtrafik

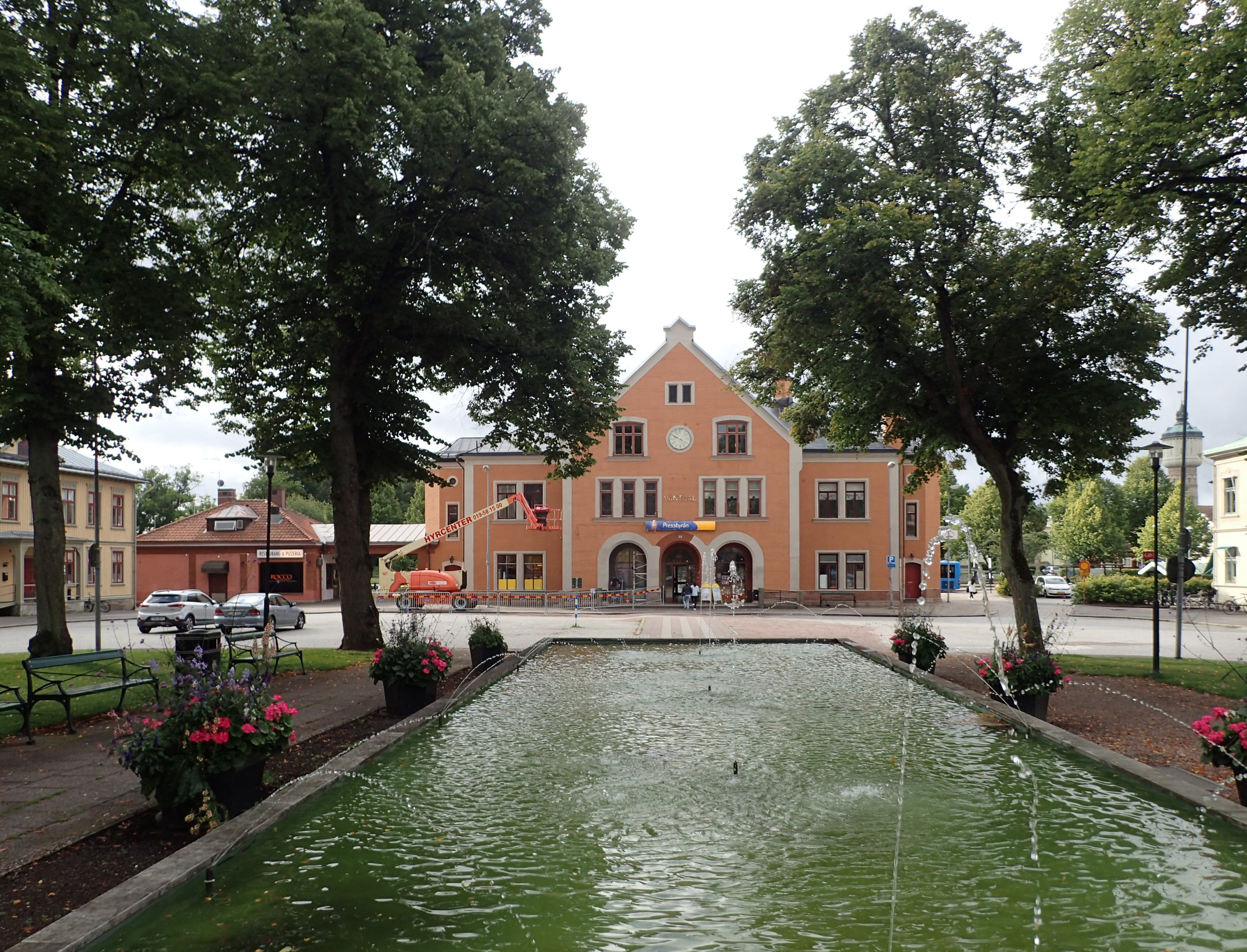
Skara resecentrum.

Europaväg 20 mellan Stockholm och Göteborg via Örebro går förbi Skara på stadens östra och södra sida. Riksväg 49 går från Lidköping till Skara som bred landsväg, passerar stadens norra sida och sedan som motorväg från Skara till Axvall och därefter vidare som landsväg via Skövde och Tibro till Askersund. Länsväg 184 börjar i Skara och skapar en förbindelse med Falköping.
Busstrafiken bedrivs av Västtrafik. Linjerna 1 Express, 103, 158, 200, 202, 203, 211, 212 samt Ronden 5 trafikerar Skara. Bussarna går bland annat från/till Skövde, Lidköping, Vara, Götene, Mariestad, Axvall, Lerdala och Falköping.
Stadstrafiken i Skara drivs även den av Västtrafik. Det finns fanns tidigare två linjer, linje 1 och linje 2 som var av servicelinjekaraktär och kallades "Mjuka Linjen".
Stadsbussarna idag består av en linje, Linje 1, som trafikeras måndag–lördag och går Skaraberg–Centrum–Lilla Hindsbo.

### Järnvägstrafik
Skaras enda järnväg i dag är museijärnvägen mellan Skara och Lundsbrunn. Tidigare var emellertid Skara en knutpunkt för flera av Västergötlands smalspåriga järnvägar, och hade som mest trafik i fem riktningar.
Liksom alla städer efterfrågade Skara (och grannstaden Lidköping) direkt förbindelse med stambanan. Hösten 1874 invigdes därför Lidköping–Skara–Stenstorps Järnväg.  Redan 1887 stod Skara–Kinnekulle–Vänerns Järnväg klar och möjliggjorde snart (1889) järnvägstrafik även till Mariestad.
1 januari 1900 öppnade så Västergötland–Göteborgs Järnvägar sin huvudlinje från Göteborg och Vara till Skara. 1909 invigdes sidobanan till Dämman och Timmersdala, en bana som byggts med avsikten att förlängas till Moholm och Askersund.
Av betydelse för Skara var även Skövde–Axvalls Järnväg som från 1904 gav en smalspårig direktförbindelse också med Skövde.
Samtliga dessa järnvägar är alltså nedlagda idag. Förbindelserna bröts slutgiltigt med Timmersdala 1940, Dämman 1952, Stenstorp 1962, Skövde 1967, Lidköping 1969 samt Vara och sträckan norr om Lundsbrunn 1985. Sedan dess återstår således endast museijärnvägen till Lundsbrunn.

### Vattentrafik
Förr i tiden fungerade Drysan (Dofsan) som vattentrafikled. Före 1600-talet fanns det inga vägar till Skara, bara upptrampade stigar och då färdades man oftast fortare via vattendrag. I samband med landhöjningar och vägnätets utbyggnad förlorade vattentrafiklederna sin position.

## Näringsliv
År 1963 öppnade Scan produktion i Skara i nybyggda fabrikslokaler. Scan har sedan dess varit en av Skaras större arbetsplatser.
Under senare år har Jula expanderat stort och i Skara finns både huvudkontor och ett lager på över 100 000k m² lageryta och kommer under närmaste tiden bygga ut de betydligt mer. Jula omsätter över 4,1 miljarder och har över 2000 anställda.

### Bankväsende
Skaraborgs läns allmänna sparbank grundades i Skara år 1847. År 2000 ombildades den till ett bankaktiebolag och bytte namn till Sparbanken Skaraborg.
Skaraborgs läns enskilda bank hade representation i Skara från 1860-talet. Borås enskilda bank öppnade ett kontor under tidigt 1900-tal. Även den år 1917 grundade Svenska lantmännens bank etablerade ett kontor i Skara. Dessa banker uppgick sedermera i Nordea och Handelsbanken.
Nordea stängde sitt kontor den 31 maj 2015. Den 1 juli 2021 stänger även Handelsbanken i Skara.

## Utbildning

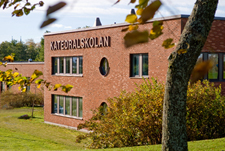
Katedralskolan, Skara.

Katedralskolan är en kommunal gymnasieskola i Skara som har medeltida rötter i domskolan och djäknarna där. Naturbruksskolan Uddetorp är en gymnasieskola som drivs av Västra Götalandsregionen. Olinsgymnasiet som är en friskola har estetiskt program samt gymnasiesärskola. Även friskolan Metis ligger i Skara, i Skara högre flickskolas gamla lokaler. Viktoriaskolan är högstadieskolan i Skara. Viktoriaskolan invigdes den 19 augusti 2017 och ersatte de två tidigare högstadieskolorna Teglaskolan och Djäkneskolan. Teglaskolan var mest inriktad mot sport, såsom fotboll, handboll, friidrott och ishockey. På Djäkneskolan var de estetiska ämnena viktiga, såsom träslöjd, textilslöjd, hemkunskap, bild och musik. Källeskolan, Mariebergsskolan och Gällkvistskolan heter de tre F-6 skolorna i centrala Skara. Inom kommunen finns dessutom Valleskolan i Axvall, Varnhemsskolan i Varnhem och Ardalaskolan i Ardala. Sedan 2016 bedrivs gymnasieutbildning på Axevalla travbana där Västra Götalandsregionen samlat sin utbildning till hästskötare. Här utbildas hästskötare inom ridning, trav samt islandshäst. 
På Biologiska Yrkeshögskolan i Skara, BYS, bedrivs yrkeshögskoleutbildningar inom de gröna näringarna. Skolan grundades 1996 av Agroväst då man startade med utbildningen Agrotekniker. Man kan också läsa till hovslagare, klövvårdare och unghästutbildare inom Yh-programmet. Förutom dessa utbildningar ordnar skolan kurser utanför Yh, såsom ridlärare – preparandkurs och hästföretagare – distans. Huvudman för skolan är Västra Götalandsregionen. Skolan har totalt cirka 110 studenter.
Det finns en populär och väl ansedd teaterskola placerad i Skara, Skara Skolscen, grundad 1962.

## Kultur, nöjen och idrott

### Kultur
Varje år under första söndagen i advent arrangeras Tomteparaden i Skara av Lions Club. Den cirka 600–700 meter långa paraden brukar locka runt 6000–8000 åskådare varje år, och paraden ses ibland som den längsta tomteparaden i Europa.

### Musik

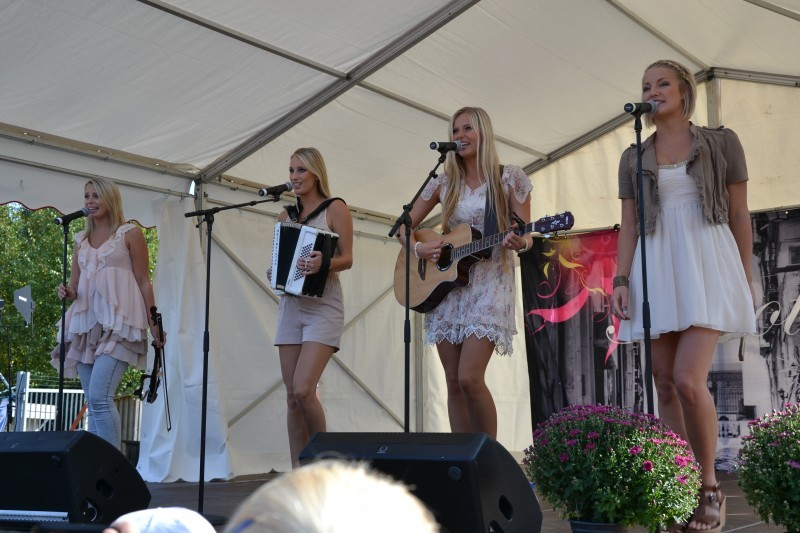
Gruppen Timoteij som bildades i Skara

Under 1980-talet kom Skara att bli ett centrum för både schlagermusik och dansband. Detta främst i och med skivbolaget Mariann Grammofons stora framgångar, med Bert Karlsson i spetsen, och med artister som Carola Häggkvist, Herreys, Lasse Stefanz, Lena Philipsson och Vikingarna.
Under sommarveckorna anordnas bland annat Skarakvällarna under torsdagar då det blir allsång och festligheter i staden. Allsången besöks ofta av större svenska artister. På fredagarna anordnas danskvällar på Rosers salonger som gästas av Sveriges största dansband och själve dansbandskungen Bert Karlsson beskriver dem som Sveriges bästa uppställning av band.
Fame Factory var ett svenskt reality-program som gick på kanalen TV3. Serien spelades in i Skara, och sändes under fyra säsonger. Under den sista säsongen var all aktivitet på Köpstaden i Skara, som då kallades Fame World. Serien var till del en artistskola, till del en musiktävling. Fame Factory omvandlades sedan till en gymnasial utbildning, Music and Production, där det idag erbjuds en estetisk spetsutbildning med riksintag. Det finns år 2013 endast fem sådana med musikinriktning i Sverige.

### Sport och fritidsanläggningar

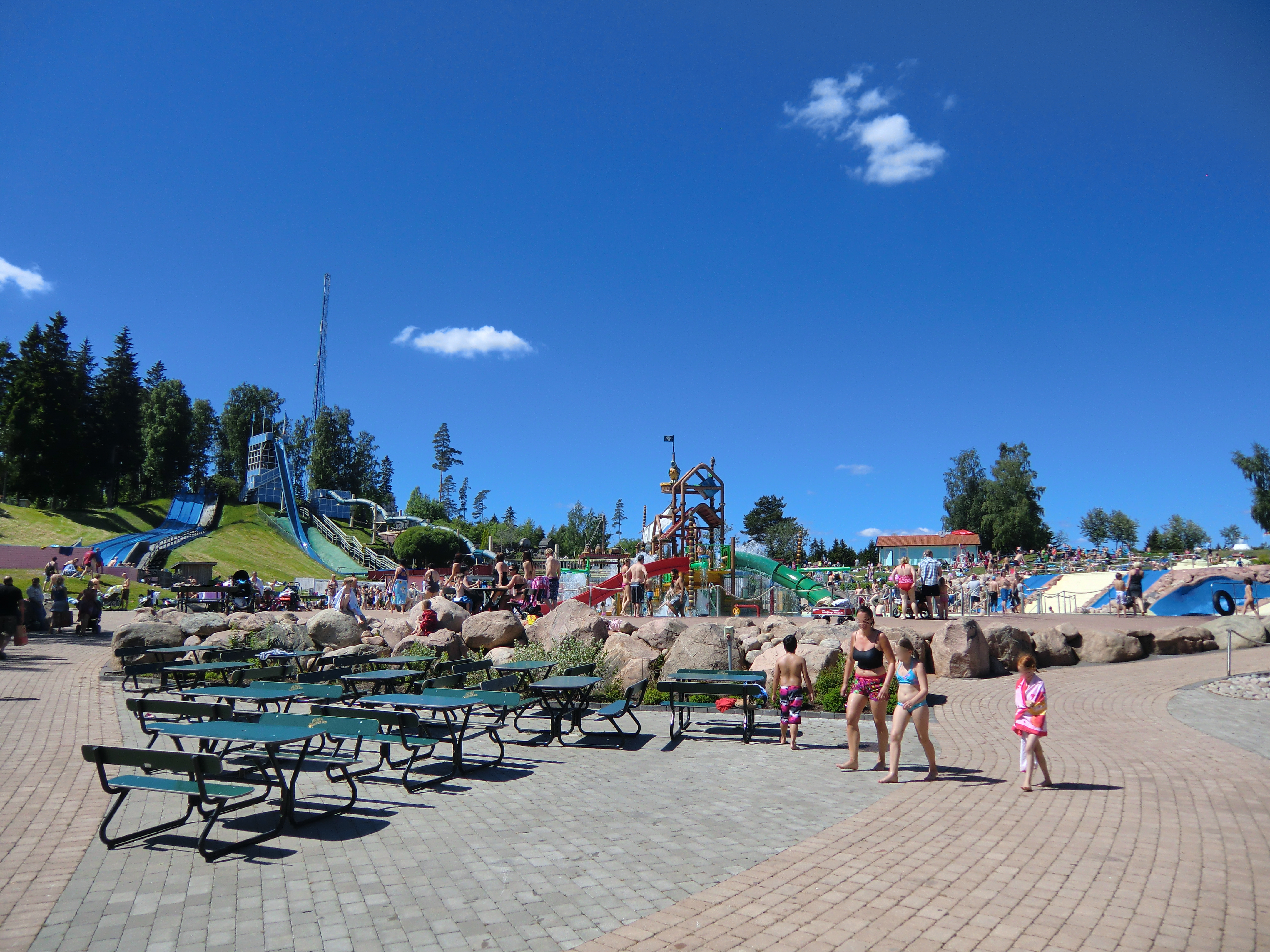
Delar av Skara Sommarland

Ungefär åtta kilometer utanför Skara ligger Skara sommarland. Alldeles bredvid ligger Axevalla travbana. På Vilans fritidsområde ligger Skarahov (fotbollsplan), ett badhus, ishallen, idrottshallen, boulehallen och Sparbanken arena (med 12 000 platser). Fotbollsplanen Skaravallen ligger vid Mariebergsskolan vid västra änden av Hindsbogatan i västra Skara. Där spelade Skara IF förr. Här finns också folkets park där det brukar vara konserter. Varje år arrangeras Skara klassfotboll vid Sparbanken Arena, årskurserna 1-6 i kommunen får vara med.

### Media
Sveriges Television, SVT, öppnade 2019 en redaktion i Skara som gör nyhetsinslag framförallt till nyhetsprogrammen SVT Väst och Rapport.